# 冼国义
冼国义（1970年4月—），中华人民共和国满族政治人物，籍贯河北丰宁。1995年4月参加工作，1997年12月加入中国共产党，中国人民大学国民经济管理系国民经济学博士研究生。现任中共宁夏回族自治区党委常委、宣传部部长。

## 生平
冼国义曾长期在对外贸易经济合作部、商务部工作。2020年11月，任宁夏回族自治区审计厅厅长。
2021年5月，任中共固原市委副书记、市人民政府市长。2022年3月，任中共固原市委书记。
2023年1月，任宁夏回族自治区人民政府副主席，同年2月兼任宁夏回族自治区公安厅厅长。2024年12月，升任中共宁夏回族自治区党委常委、宣传部部长。